# Wojcieszuny (Litwa)
Wojcieszuny (lit. Vaitiešiūnai) − wieś na Litwie, w rejonie solecznickim, 5 km na wschód od Jaszunów, zamieszkana przez 57 ludzi. Przed II wojną światową w Polsce, w powiecie wileńsko-trockim województwa wileńskiego.